# Fred Berndt
Fred Berndt (* 6. August 1944 in Cottbus; † 13. November 2020 in Berlin) war ein deutscher Regisseur, Bühnenbildner und Ausstellungsgestalter.

## Leben
Aufgewachsen in der „Lessingstadt“ Kamenz in Sachsen, studierte Berndt Bühnenbild bei Willi Schmidt an der Hochschule für Bildende Künste Berlin (UdK). Bühnenbildassistenzen nahm er in Berlin am Theater der Freien Volksbühne und der Schaubühne am Halleschen Ufer u. a. bei Karl-Ernst Herrmann wahr. Als Regieassistent wirkte er an der Schaubühne bei Peter Stein und Klaus Michael Grüber. Von 1971 bis 1973 war er Bühnenbildner am TAT Frankfurt, danach von 1974 bis 76 am Deutschen Schauspielhaus Hamburg. Als Bühnenbildner arbeitete er u. a. für Adolf Dresen, August Everding, András Fricsay, Ulrich Heising, Alfred Kirchner, Peter Löscher, Hagen Mueller-Stahl, Wolfgang Wiens, George Tabori und B. K. Tragelehn.

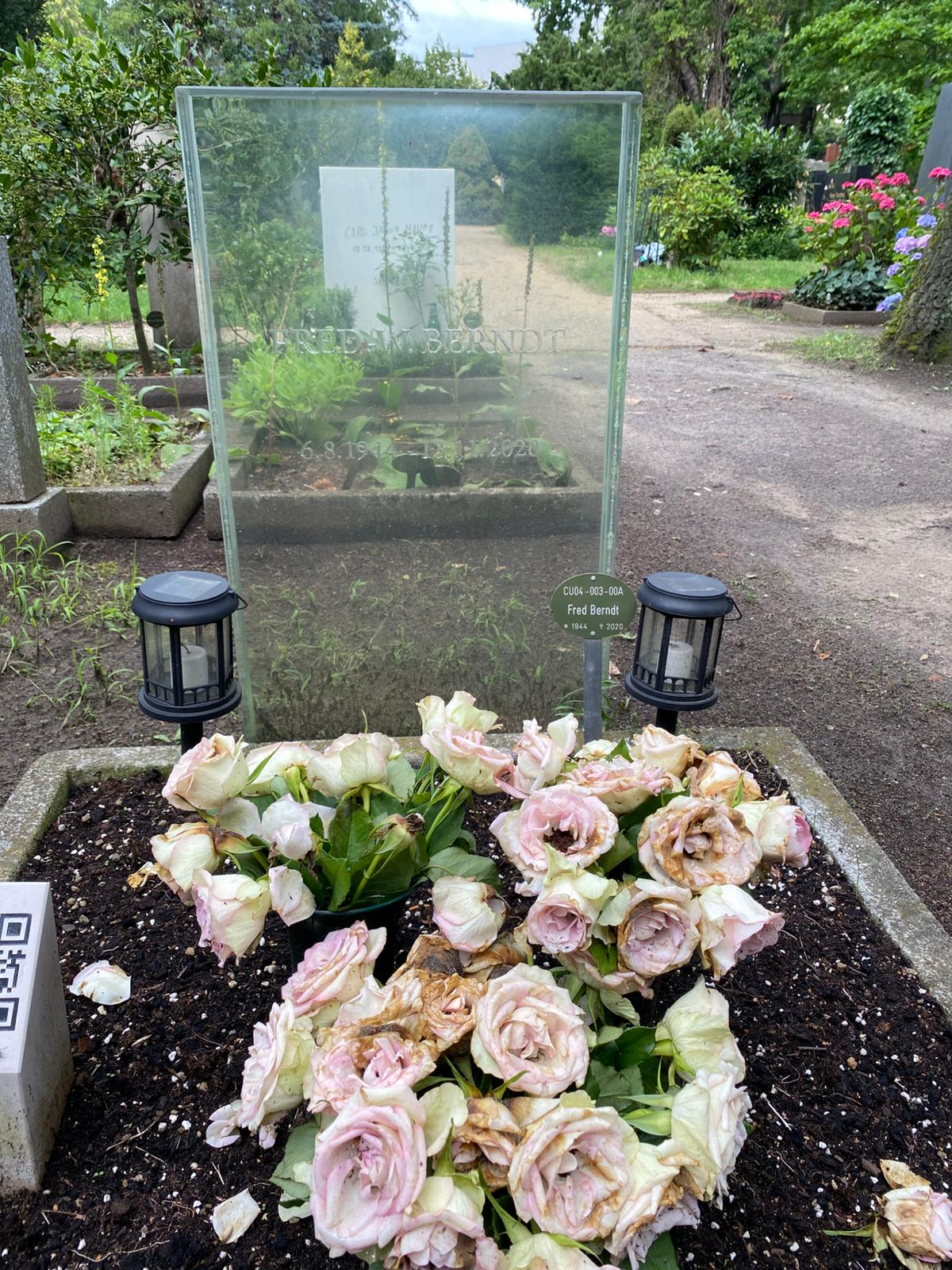
Grabstätte

1985/86 war er Ausstattungsleiter der Staatlichen Schauspielbühnen in Berlin. Seine erste Opernarbeit leistete er 1974 mit dem Bühnenbild für Così fan tutte an der Frankfurter Oper unter der Direktion von Christoph von Dohnányi und der Regie von András Fricsay. 1975 gab er sein Regiedebüt mit Brechts Die Kleinbürgerhochzeit im Nationaltheater Mannheim.
Berndt arbeitete als Regisseur und Bühnenbildner an vielen Theatern Deutschlands, darüber hinaus in Wien am Burg- und Akademietheater, dem Volkstheater und am Theater in der Josefstadt, in Zürich am Schauspielhaus und am Theater am Neumarkt und in Basel.
Seit seiner ersten Themenausstellung „Alt&Jung – das Abenteuer der Generationen“ im Deutschen Hygiene-Museum Dresden arbeitete Fred Berndt als Gestalter und Dramaturg für Ausstellungsprojekte und Rauminszenierungen an Museen.
Fred Berndt wurde auf dem Dorotheenstädtischen Friedhof beigesetzt.

## Ausstattungen und Inszenierungen
| Jahr | Titel                                                          | Autor                                        | Produzent                                                           | Genre                | Credit                     |
| ---- | -------------------------------------------------------------- | -------------------------------------------- | ------------------------------------------------------------------- | -------------------- | -------------------------- |
| 1965 | Drei Einakter                                                  | Anton Tschechow                              | Vagantenbühne Berlin                                                | Schauspiel           | Bühnenbild                 |
| 1967 | Die Glasmenagerie                                              | Tennessee Williams                           | Vagantenbühne Berlin                                                | Schauspiel           | Bühnenbild                 |
| 1970 | Hochzeitstag                                                   | William MacIllwraith                         | Freie Volksbühne Berlin                                             | Schauspiel           | Bühnenbild                 |
| 1970 | Panik bei Tag                                                  | Virgilio Pinera                              | Frei Volksbühne Berlin                                              | Schauspiel           | Bühnenbild                 |
| 1971 | Pinkville                                                      | George Tabori                                | Dreieinigkeitskirche Berlin                                         | Schauspiel           | Bühnenbild                 |
| 1971 | Der Ritt über den Bodensee                                     | Peter Handke                                 | TAT-Frankfurt                                                       | Schauspiel           | Bühnenbild                 |
| 1971 | Das Mandat                                                     | Nicolai Erdmann                              | TAT-Frankfurt                                                       | Schauspiel           | Bühnenbild                 |
| 1972 | Mann ist Mann                                                  | Bertolt Brecht                               | TAT-Frankfurt                                                       | Schauspiel           | Bühnenbild                 |
| 1972 | Die Aussteuer und das Väterchen                                | Plautus/Lenz                                 | TAT-Frankfurt                                                       | Schauspiel           | Bühnenbild                 |
| 1972 | Das Untier von Samarkand                                       | Hannah Wiede                                 | TAT-Frankfurt                                                       | Schauspiel           | Bühnenbild                 |
| 1972 | Turandot oder der Kongress der Weißwäscher                     | Bertolt Brecht                               | TAT-Frankfurt                                                       | Schauspiel           | Bühnenbild                 |
| 1973 | Die Ostindienfahrer                                            | Kindertheatergruppe Göteborg                 | TAT-Frankfurt                                                       | Schauspiel           | Bühnenbild                 |
| 1973 | Die Geschichte des cumbanischen Prinzen Tandi                  | nach Lenz                                    | TAT-Frankfurt                                                       | Schauspiel           | Bühnenbild                 |
| 1973 | Im Dickicht der Städte                                         | Bertolt Brecht                               | TAT-Frankfurt                                                       | Schauspiel           | Bühnenbild                 |
| 1973 | Sie kamen aus Agarthi                                          | [?]                                          | Deutsch/Jugoslawische Co-Produktion                                 | TV-Serie             | Filmarchitekt              |
| 1974 | Fräulein Julie                                                 | August Strindberg                            | Nationaltheater Mannheim                                            | Schauspiel           | Bühnenbild                 |
| 1974 | Così fan tutte                                                 | Wolfgang Amadeus Mozart                      | Oper Frankfurt                                                      | Oper                 | Bühnenbild                 |
| 1974 | Mann ist Mann                                                  | Bertolt Brecht                               | Theater der Jugend / Münchner Kammerspiele                          | Schauspiel           | Bühnenbild                 |
| 1974 | Himmel und Erde                                                | Gerlind Reinshagen                           | Deutsches Schauspielhaus Hamburg                                    | Schauspiel           | Bühnenbild                 |
| 1974 | Family I-IV                                                    | Lodewig de Boer                              | Deutsches Schauspielhaus Hamburg                                    | Schauspiel           | Bühnenbild                 |
| 1975 | Die Kleinbürgerhochzeit                                        | Bertolt Brecht                               | Nationaltheater Mannheim                                            | Schauspiel           | Regie+Raum                 |
| 1975 | Die Ausnahme und die Regel                                     | Bertolt Brecht                               | Norddeutsches Theatertreffen                                        | Workshop             | Bühnenbild                 |
| 1975 | Der Geizige                                                    | John Baptiste Molière                        | Städtische Bühnen Wuppertal                                         | Schauspiel           | Bühnenbild                 |
| 1975 | Mann ist Mann                                                  | Bertolt Brecht                               | Nationaltheater Mannheim                                            | Schauspiel           | Regie+Raum                 |
| 1975 | Fazz und Zwo                                                   | Ken Campell                                  | Deutsches Schauspielhaus Hamburg                                    | Schauspiel           | Bühnenbild                 |
| 1975 | Der Zauberer von Oz                                            | Frank L. Baum                                | Deutsches Schauspielhaus Hamburg                                    | Musical              | Bühnenbild                 |
| 1976 | Die Kindsmörderin                                              | Heinrich Leopold Wagner                      | Residenztheater München                                             | Schauspiel           | Bühnenbild                 |
| 1976 | Glanz und Tod des Joaquim Murieta                              | Pablo Neruda                                 | Theater am Neumarkt Zürich                                          | Schauspiel           | Bühnenbild                 |
| 1976 | Der Brotladen                                                  | Bertolt Brecht                               | Norddeutsches Theatertreffen                                        | Workshop             | Regie+Raum                 |
| 1976 | Loch im Kopp, UA                                               | Wolfgang Deichsel                            | Städtische Bühnen Frankfurt                                         | Schauspiel           | Bühnenbild                 |
| 1977 | Bruch                                                          | Jens-Peter Ostendorf                         | Hamburgische Staatsoper                                             | Oper                 | Regie+Raum                 |
| 1977 | Loch im Kopp                                                   | Wolfgang Deichsel                            | Städtische Bühnen Nürnberg                                          | Schauspiel           | Regie+Raum                 |
| 1977 | Mann ist Mann                                                  | Bertolt Brecht                               | Residenztheater München                                             | Schauspiel           | Bühnenbild                 |
| 1978 | Der Widerspenstigen Zähmung                                    | William Shakespeare                          | Städtische Bühnen Nürnberg                                          | Schauspiel           | Bühnenbild                 |
| 1979 | Groß und Klein                                                 | Botho Strauß                                 | Regina Ziegler Film                                                 | TV/Film              | Filmarchitekt              |
| 1982 | Die Kunst der Komödie                                          | Eduardo De Filippo                           | Schaubühne am Lehniner Platz                                        | Schauspiel           | Regie                      |
| 1982 | William Ratcliff                                               | Jens-Peter Ostendorf                         | Hamburgische Staatsoper                                             | Oper                 | Regie+Raum                 |
| 1983 | Kalldewey, Farce                                               | Botho Strauß                                 | Schauspiel Köln                                                     | Schauspiel           | Bühnenbild                 |
| 1983 | Wassa Schelesnowa                                              | Maxim Gorki                                  | Schauspiel Frankfurt                                                | Schauspiel           | Bühnenbild                 |
| 1983 | Hermann Broch Projekt                                          | Hermann Broch                                | Akademietheater Wien                                                | Schauspiel           | Regie+Raum                 |
| 1983 | Bekannte Gesichter, gemischte Gefühle                          | Botho Strauß                                 | Freie Volksbühne Berlin                                             | Schauspiel           | Regie                      |
| 1983 | Die Wildente                                                   | Henrik Ibsen                                 | Schauspiel Köln                                                     | Schauspiel           | Bühnenbild                 |
| 1984 | Zappzarapp                                                     | Wolfgang Deichsel                            | Freie Volksbühne Berlin                                             | Schauspiel           | Regie + Raum               |
| 1984 | Gespenster, Gespenster!                                        | Eduardo De Filippo                           | Akademie- und Burgtheater                                           | Schauspiel           | Regie+Raum                 |
| 1984 | Ein Monat auf dem Lande                                        | Turgenev                                     | Freie Volksbühne Berlin                                             | Schauspiel           | Regie                      |
| 1985 | Klotz am Bein                                                  | Georges Feydeau                              | Deutsches Schauspielhaus Hamburg                                    | Schauspiel           | Regie+Raum                 |
| 1985 | Alberta und Alice                                              | Italo Svevo                                  | Schlossparktheater Berlin                                           | Schauspiel           | Regie+Raum                 |
| 1986 | Savannah Bay                                                   | Margeuritte Duras                            | SchillerTheater Berlin                                              | Schauspiel           | Bühnenbild                 |
| 1986 | Vom Teufel geholt                                              | Knut Hamsun                                  | Schiller Theater Berlin                                             | Schauspiel           | Regie                      |
| 1986 | Figaro lässt sich scheiden                                     | Ödön von Horváth                             | Schauspielhaus Zürich                                               | Schauspiel           | Regie+Raum                 |
| 1986 | Aus der Luft gegriffen oder die Geschäfte des Baron Laborde    | Hermann Broch                                | Schiller Theater Berlin                                             | Schauspiel           | Regie+Raum                 |
| 1987 | Jedem seine eigne Wildnis                                      | Doris Lessing                                | Schlossparktheater                                                  | Schauspiel           | Regie+Raum                 |
| 1988 | Der Lauf der Welt                                              | William Congreve                             | Schlossparktheater                                                  | Schauspiel           | Regie+Raum                 |
| 1988 | Der Entertainer                                                | John Osborne                                 | Düsseldorfer Schauspielhaus                                         | Schauspiel           | Regie+Raum                 |
| 1988 | Don Juan oder der steinerne Gast                               | Jean Baptiste Molière                        | Düsseldorfer Schauspielhaus                                         | Schauspiel           | Bühnenbild                 |
| 1989 | Der zerbrochne Krug                                            | Heinrich von Kleist                          | Düsseldorfer Schauspielhaus                                         | Schauspiel           | Regie+Raum                 |
| 1989 | Warten auf Godot                                               | Samuel Beckett                               | Düsseldorfer Schauspielhaus                                         | Schauspiel           | Regie+Raum                 |
| 1989 | Der Theatermacher                                              | Thomas Bernhard                              | Schauspiel Köln                                                     | Schauspiel           | Regie+Raum                 |
| 1990 | Die Prüfung                                                    | Pierre Charlet de Marivaux                   | Schauspiel Köln                                                     | Schauspiel           | Regie+Raum                 |
| 1990 | Die Kleinbürgerhochzeit                                        | Bertolt Brecht                               | Düsseldorfer Schauspielhaus                                         | Schauspiel           | Regie+Raum                 |
| 1990 | Glas                                                           | Elfriede Müller                              | Düsseldorfer Schauspielhaus                                         | Schauspiel           | Regie+Raum                 |
| 1990 | Heute weder Hamlet                                             | Rainer Lewandowski                           | Volkstheater Wien                                                   | Schauspiel           | Regie+Raum                 |
| 1991 | Geschichten aus dem Wiener Wald                                | Ödön von Horváth                             | Schauspiel Frankfurt                                                | Schauspiel           | Regie+Raum                 |
| 1991 | Der Geizige                                                    | Jean Baptiste Molière                        | Düsseldorfer Schauspielhaus                                         | Schauspiel           | Regie+Raum                 |
| 1991 | Lulu                                                           | Alban Berg                                   | Sächsische Staatsoper Dresden                                       | Oper                 | Regie+Raum                 |
| 1992 | Warten auf Godot / Endspiel                                    | Samuel Beckett                               | Freie Volksbühne Berlin                                             | Schauspiel           | Regie+Raum                 |
| 1992 | Haus Herzenstod                                                | Georges Bernard Shaw                         | Düsseldorfer Schauspielhaus                                         | Schauspiel           | Regie* Raum                |
| 1992 | Cleopatra e Cesare                                             | Graun/Botarelli                              | Deutsche Staatsoper Berlin                                          | Oper                 | Regie+Raum                 |
| 1993 | Wassa Schelesnowa                                              | Maxim Gorki                                  | Düsseldorfer Schauspielhaus                                         | Schauspiel           | Regie+Raum                 |
| 1993 | Kuss im Rinnstein                                              | Nelson Rodriguez                             | Maxim Gorki Theater Berlin                                          | Schauspiel           | Regie+Raum                 |
| 1994 | Der Entertainer                                                | John Osborne                                 | Theater in der Josefstadt                                           | Schauspiel           | Regie+Raum                 |
| 1994 | Melusine                                                       | Aribert Reimann                              | Sächsische Staatsoper Dresden                                       | Oper                 | Regie+Raum                 |
| 1994 | Tancredi                                                       | Gioacchino Rossini                           | Deutsche Staatsoper Berlin                                          | Oper                 | Regie+Raum                 |
| 1994 | Die Zauberflöte                                                | Wolfgang Amadeus Mozart                      | Deutsche Staatsoper Berlin                                          | Oper                 | Regie+Raum                 |
| 1995 | Oleanna                                                        | David Mamet                                  | Eurostudio Landgraf                                                 | Schauspiel           | Regie+Raum                 |
| 1995 | Semele                                                         | Georg Friedrich Händel                       | Händel-Festspiele Halle                                             | Oper                 | Regie+Raum                 |
| 1995 | Die Zauberflöte                                                | Wolfgang Amadeus Mozart                      | Theater Basel                                                       | Oper                 | Bühnenbild                 |
| 1995 | Geschichten aus dem Wiener Wald                                | Ödön von Horváth                             | Theater Basel                                                       | Schauspiel           | Regie+Raum                 |
| 1996 | Johnny Johnson                                                 | Kurt Weill/Green                             | Theater des Westens Berlin                                          | Musikplay            | Regie+Raum                 |
| 1996 | Parsifal                                                       | Richard Wagner                               | Flämische Oper Antwerpen                                            | Oper                 | Regie+Raum                 |
| 1996 | Katja Kabanova                                                 | Leoš Janáček                                 | Staatstheater Darmstadt                                             | Oper                 | Regie                      |
| 1996 | Kunst                                                          | Yasmin Reza                                  | Eurostudio Landgraf                                                 | Schauspiel           | Regie+Raum                 |
| 1997 | Molly Sweeney                                                  | Brian Friel                                  | Renaissance-Theater Berlin                                          | Schauspiel           | Regie+Raum                 |
| 1997 | Der Freischütz                                                 | Carl Maria von Weber                         | Oper Frankfurt                                                      | Oper                 | Regie+Raum                 |
| 1998 | Così fan tutte                                                 | Mozart/Da Ponte                              | Sächsische Staatsoper Dresden                                       | Oper                 | Bühnenbild                 |
| 1998 | Alt & Jung – das Abenteuer der Generationen                    | Anette Lepenies                              | Deutsches Hygienemuseum Dresden                                     | Ausstellung          | Gestaltung                 |
| 1998 | Die Frau ohne Schatten                                         | Richard Strauss                              | Aalto-Musiktheater Essen                                            | Oper                 | Regie+Raum                 |
| 1998 | Die Lissabonner Traviata                                       | Terence McNally                              | Renaissance-Theater Berlin                                          | Schauspiel           | Regie+Raum                 |
| 1998 | Enigma                                                         | Eric-Emmanuel Schmitt                        | Eurostudio Landgraf                                                 | Schauspiel           | Regie+Raum                 |
| 1999 | Der Libertin                                                   | Eric-Emmanuel Schmitt                        | Schaubühne am Lehniner Platz                                        | Schauspiel           | Regie+Raum                 |
| 1999 | Agrippina                                                      | George Friedrich Händel                      | Händelfestspiele Halle                                              | Oper                 | Regie+Raum                 |
| 1999 | Einigkeit und Recht und Freiheit – Wege der Deutschen          |                                              | Martin Gropius Bau, Berlin; Sektion: Ost-West-Kultur                | Ausstellung          | Gestaltung                 |
| 1999 | Amys Welt                                                      | David Hare                                   | Renaissance-Theater Berlin                                          | Schauspiel           | Regie+Raum                 |
| 2000 | Kopenhagen                                                     | Michael Frayn                                | Eurostudio Landgraf                                                 | Schauspiel           | Regie+Raum                 |
| 2000 | Der (im-)perfekte Mensch – Vom Recht auf Unvollkommenheit      | Heike Zirden/Gisela Staupe                   | Deutsches Hygienemuseum, Dresden                                    | Ausstellung          | Gestaltung&Dramaturgie     |
| 2001 | Kopenhagen                                                     | Michael Frayn                                | Renaissance-Theater Berlin                                          | Schauspiel           | Regie+Raum                 |
| 2001 | Scherz, Satire, Ironie und tiefere Bedeutung                   | Detlef Glanert/jörg Gronius nach Grabbe      | Oper Halle                                                          | Oper                 | Regie+Raum                 |
| 2001 | Der Fall Furtwängler (Taking sides)                            | Ronald Harwood                               | Eurostudio Landgraf                                                 | Schauspiel           | Regie+Raum                 |
| 2001 | Sommersalon (Le salon d'été)                                   | Coline Serreau                               | Eurostudio Landgraf                                                 | Schauspiel           | Regie+Raum                 |
| 2002 | Der nackte Wahnsinn                                            | Michael Frayn                                | Theater Oberhausen                                                  | Schauspiel           | Regie                      |
| 2002 | WUNDERBAR – die 2002. Nacht                                    | Nass, Welke, Iljinskij                       | Friedrichstadtpalast Berlin                                         | Revue                | Bühnenbild                 |
| 2002 | Der (im-)perfekte Mensch – vom Recht auf Unvollkommenheit      | Heike Zirden / Gisela Staupe                 | Martin Gropius Bau                                                  | Ausstellung          | Gestaltung&Dramaturgie     |
| 2003 | Die Affäre Rue de Lourcine                                     | Eugène Labiche                               | Düsseldorfer Schauspielhaus                                         | Schauspiel           | Regie+Raum                 |
| 2003 | Die Nacht der 1000 Fragen. „Wohin gen?“                        | Heike Zirden / Fred Berndt                   | Deutsches Historisches Museum, Berlin                               | Theater              | Regie+Raum                 |
| 2004 | Die Entführung aus dem Serail                                  | Wolfgang Amadeus Mozart                      | Goethe-Theater Bad Lauchstedt                                       | Oper                 | Regie+Raum                 |
| 2004 | Hercules                                                       | Georg Friedrich Händel                       | Händel-Festspiele                                                   | Oper                 | Regie+Raum                 |
| 2004 | Stil(l)halten – Familienbilder im Berliner jüdischen Bürgertum | Inka Berz                                    | Jüdisches Museum Berlin                                             | Ausstellung          | Gestaltung&Dramaturgie     |
| 2005 | Spielen, die Ausstellung                                       | Dr. Margret Kampmeyer-Käding, Sigrid Walther | Deutsches Hygiene-Museum Dresden                                    | Ausstellung          | Gestaltung & Dramaturgie   |
| 2005 | Kleine Eheverbrechen                                           | Eric-Emmanuel Schmitt                        | Theater am Kurfürstendamm, Winterhuder Fährhaus                     | Schauspiel           | Regie+Raum                 |
| 2005 | Weihnukka – Geschichten von Weihnachten und Chanukka           | Cilly Kugelmann                              | Jüdisches Museum Berlin                                             | Ausstellung          | Gestaltung & Dramaturgie   |
| 2006 | Nachtmusik (UA)                                                | Rolf Hochhuth                                | Schlossparktheater Berlin                                           | Schauspiel           | Bühnenbild                 |
| 2006 | Komm.auf.Tour - meine Stärken, meine Zukunft                   | Fred Berndt                                  | BZgA – Bundeszentrale für gesundheitliche Aufklärung                | Bildungsparcours     | Gestaltung & Dramaturgie   |
| 2007 | Hänsel und Gretel                                              | Engelbert Humperdinck                        | Oper Halle                                                          | Oper                 | Bühnenbild                 |
| 2007 | Der Rosenkavalier                                              | Strauss/Hofmannsthal                         | Oper Halle                                                          | Oper                 | Regie+Raum                 |
| 2008 | Halle.Julia.1202                                               | Gronius/Berndt/Ramdor                        | Oper Halle/Kulturinsel Halle                                        | Revue                | Regie+Raum                 |
| 2008 | "Lebensbotschaften" – Welt-Aids-Tag                            | Fred Berndt                                  | Aids-Referat – Bundeszentrale für gesundheitliche Aufklärung (BZgA) | Performance          | Regie+Raum                 |
| 2009 | "Komm.auf.Tour": 2. Parcours                                   | Fred Berndt                                  | Sinus – Büro für Kommunikation und BZgA                             | Bildungsparcours     | Gestaltung&Dramaturgie     |
| 2009 | Kollaboration (DEA)                                            | Ronald Harwood                               | Ernst-Deutsch-Theater, Hamburg                                      | Schauspiel           | Bühnenbild                 |
| 2009 | Rinaldo                                                        | Georg Friedrich Händel                       | Städtische Bühnen Münster                                           | Oper                 | Regie+Raum                 |
| 2009 | Enigma                                                         | Eric-Emmanuel Schmitt                        | Ernst-Deutsch-Theater, Hamburg                                      | Schauspiel           | Regie+Raum                 |
| 2010 | La vita nova                                                   | Dante                                        | Renaissance-Theater, Berlin                                         | Schauspiel mit Musik | Regie+Raum                 |
| 2010 | Halpern und Johnson                                            | Lionel Goldstein                             | Schlossparktheater, Berlin                                          | Schauspiel           | Bühnenbild                 |
| 2011 | Der nackte Wahnsinn                                            | Michael Frayn                                | Ernst-Deutsch-Theater, Hamburg                                      | Schauspiel           | Regie+Raum                 |
| 2012 | Komm auf Tour, Die Kompetenzwerkstatt                          | Sinus GmbH Fred Berndt                       | BZGA, Köln, Bundesagentur für Arbeit                                | Ausstellung          | Raum                       |
| 2013 | Blutige Romantik                                               | Kurator Dr. Bauer                            | Militärhistorisches Museum Dresden                                  | Ausstellung          | Gestaltung und Dramaturgie |
| 2014 | 14-Menschen-Krieg                                              | Kurator Dr. Bauer                            | Militärhistorisches Museum Dresden                                  | Ausstellung          | Gestaltung und Dramaturgie |
| 2015 | "Komm.auf.Tour": Erweiterung                                   | Fred Berndt                                  | Sinus – Büro für Kommunikation und BZgA Bildungsparcours            | Bildungsparcours     | Gestaltung & Dramaturgie   |
| 2017 | Kunst                                                          | Yasmina Reza                                 | Eurostudio Landgraf                                                 | Schauspiel           | Regie+Raum                 |
| 2019 | Gli Orazi e i Curiazi                                          | Domenico Cimarosa                            | Kammeroper Schloss Rheinsberg                                       | Oper                 | Bühnenbild                 |

## Auszeichnungen
- 1987 wurde seine Inszenierung Jedem seine eigene Wildnis von Doris Lessing mit den Schauspielern Tatja Seibt, Uta Hallant und Christiane Leuchtmann zum Theatertreffen in Berlin eingeladen.
- Seine Inszenierung Scherz, Satire, Ironie und tiefere Bedeutung von Detlev Glanert erhielt 2001 den Bayerischen Theaterpreis in der Sparte „Oper“.[3]